# Ixora fucosa
Ixora fucosa är en måreväxtart som beskrevs av Cornelis Eliza Bertus Bremekamp. Ixora fucosa ingår i släktet Ixora och familjen måreväxter. Inga underarter finns listade i Catalogue of Life.